# Allersdorf (Bindlach)
Allersdorf ist ein Gemeindeteil der Gemeinde Bindlach im Landkreis Bayreuth (Oberfranken, Bayern). Allersdorf liegt in der Gemarkung Bindlach.

## Geografie
Durch das Dorf fließt der Furtbach, ein rechter Zufluss der Trebgast. Die Staatsstraße 2163 führt zur Staatsstraße 2181 bei Friedrichsthal (1,4 km nordwestlich) bzw. nach Dressendorf (2,5 km nordöstlich). Eine Gemeindeverbindungsstraße führt nach Bindlach zur Staatsstraße 2460 (1,5 km westlich). Im Norden befindet sich auf einer Anhöhe der Flugplatz Bayreuth.

## Geschichte
Allersdorf bildete mit Grabenhaus eine Realgemeinde. Gegen Ende des 18. Jahrhunderts bestand Allersdorf aus 6 Anwesen. Die Hochgerichtsbarkeit stand dem bayreuthischen Stadtvogteiamt Bayreuth zu. Die Dorf- und Gemeindeherrschaft hatte das Hofkastenamt Bayreuth. Grundherren waren das Hofkastenamt Bayreuth (4 Halbhöfe, 1 Tropfsölde) und die Hofkanzlei Bayreuth (1 Sölde).
Von 1797 bis 1810 unterstand der Ort dem Justiz- und Kammeramt Bayreuth. Mit dem Ersten Gemeindeedikt wurde Allersdorf dem 1812 gebildeten Steuerdistrikt Bindlach zugewiesen. Zugleich entstand die Ruralgemeinde Allersdorf, zu der Grabenhaus gehörte. Sie war in Verwaltung und Gerichtsbarkeit dem Landgericht Bayreuth zugeordnet und in der Finanzverwaltung dem Rentamt Bayreuth. Mit dem Gemeindeedikt von 1818 erfolgte die Eingemeindung nach Bindlach.

### Einwohnerentwicklung
| Jahr      | 001819 | 001822 | 001861 | 001871 | 001885 | 001900 | 001925 | 001950 | 001961 | 001970 | 001987 |
| Einwohner | *54    | 58     | 65     | 65     | 66     | 57     | 61     | 101    | 91     | 64     | 67     |
| Häuser    |        | 7      |        |        | 8      | 8      | 9      | 12     | 13     |        | 20     |
| Quelle    | [ 9 ]  | [ 6 ]  | [ 10 ] | [ 11 ] | [ 12 ] | [ 13 ] | [ 14 ] | [ 15 ] | [ 16 ] | [ 17 ] | [ 1 ]  |

## Religion
Allersdorf ist evangelisch-lutherisch geprägt und nach St. Bartholomäus (Bindlach) gepfarrt.